# Siljan textilateljéer

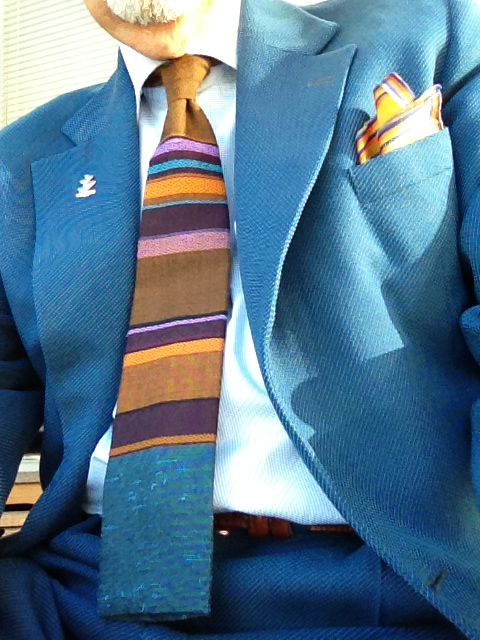
Siljanslips från 1960-talet.

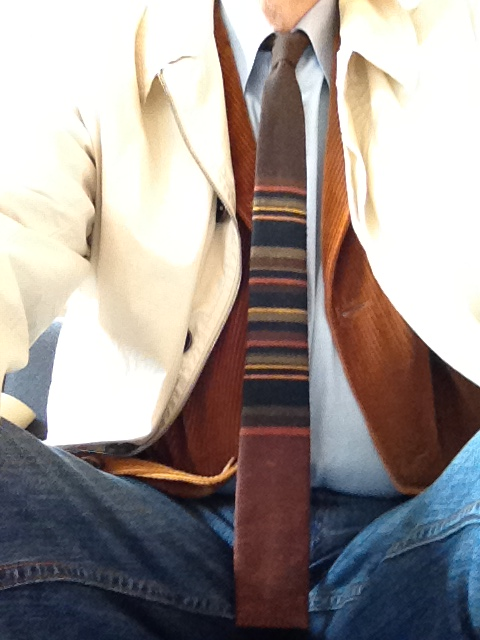
Slips från Silja of Sweden, 1960-tal.

Siljan Textilateljéer AB var en textilmanufaktur som bland annat tillverkade slipsar i ylle. De fanns i Leksand mellan 1945 och 1981. Slipsarna vävdes i folklorestil, i början på enkla bandvävstolar som använts i bondehemmen. Slipsarna såldes även på NK i Stockholm. På senare år användes varumärket Silja of Sweden.